# كويتشيرو كاوانو
كويتشيرو كاوانو (باليابانية: 河野晃一郎) هو لاعب غولف ياباني، ولد في 17 مارس 1981 في طوكيو في اليابان.

## وصلات خارجية
- كويتشيرو كاوانو على موقع رابطة اليابان للاعبي الغولف المحترفين (الإنجليزية)
- كويتشيرو كاوانو على موقع التصنيف العالمي الرسمي للغولف (الإنجليزية)